# Boot (lied)
Boot is een lied van de Nederlandse rapformatie FMG. Het werd in 2022 als single uitgebracht.

## Achtergrond
Boot is geschreven door Mengalvio Ost, Revelinho Ost en Giorgio Walden en geproduceerd door Benn&Paul. Het is een lied uit het genre nederhop. In het lied rappen de liedvertellers over hun leven en over het missen van een boot. In het lied wordt het kinderliedje Schipper mag ik overvaren? gesampled in een van de coupletten. Het nummer werd bij radiozender NPO FunX uitgeroepen tot DiXte, een titel voor een lied wat vaker wordt gedraaid op die radiozender in de week dat hij deze titel heeft gekregen.

## Hitnoteringen
De rapformatie had succes met het lied in de Nederlandse hitlijsten. In de Single Top 100 piekte het op de vijfde plaats en stond het 25 weken in de lijst. Het kwam tot de 25e plek van de Top 40 en was zeven weken in deze hitlijst te vinden. 